# Buddy Clark
Pour les articles homonymes, voir Buddy Clark (contrebassiste).
Buddy Clark (26 juillet 1911 - 1er octobre 1949) est un chanteur américain des années 1930 et 1940.

## Biographie
Buddy Clark fait ses débuts en chantant en 1934 dans le big band de Benny Goodman lors de l'émission radiophonique Let's Dance. En 1936, il entame les représentations d'un spectacle, intitulé Your Hit Parade qui a duré jusqu'en 1938.
Au milieu des années 1930, il signe avec le label Vocalion Records et entre au top-20 avec Is Here. Il ne parvient pas à renouveler un si bon classement avant la fin des années 1940 mais il poursuit les enregistrements, apparait dans des films et fait du doublage. En 1946, il signe avec Columbia Records et obtient avec Linda son plus grand succès, enregistré en novembre de cette année. Linda a été spécialement écrite par le compositeur Jack Lawrence à la demande son avocat, spécialisé dans le show-business Lee Eastman pour sa jeune fille de six ans, future Linda McCartney.
Le 1er octobre 1949, alors âgé de 37 ans et atteignant de nouveaux sommets de popularité, Clark et cinq amis louent un petit avion pour assister à un match de football entre Stanford et le Michigan College. Sur le chemin du retour pour Los Angeles après le match, l'avion manque de carburant, perd de l'altitude et s'écrase sur Beverly Boulevard, à Los Angeles. Clark n'a pas survécu au crash.

## Filmographie
- 1942 : Sept Jours de perm (Seven Days' Leave) de Tim Whelan